# Axonopus pressus
Axonopus pressus är en gräsart som först beskrevs av Ernst Gottlieb von Steudel, och fick sitt nu gällande namn av Parodi. Axonopus pressus ingår i släktet Axonopus och familjen gräs. Inga underarter finns listade i Catalogue of Life.